# Please Please Me
Please Please Me là album đầu tay của ban nhạc rock người Anh The Beatles, được phát hành vào ngày 22 tháng 3 năm 1963. Album chính là sự mở đầu cho thời kỳ Beatlemania, sau khi 2 đĩa đơn đầu tiên của họ, "Love Me Do"/"P.S. I Love You" và "Please Please Me"/"Ask Me Why", đã được phát hành trước đó lần lượt vào tháng 9 năm 1962 và tháng 1 năm 1963. Ngoài 4 ca khúc trên, các ca khúc còn lại được thu âm vào ngày 11 tháng 2 năm 1963 trong một buổi ghi âm trực tiếp kéo dài tới 585 phút tại phòng thu Abbey Road.
Với 14 ca khúc, album bao gồm 8 bài viết bởi Lennon-McCartney và 6 bài được chọn theo tiêu chí phù hợp của ban nhạc. Nếu như hầu hết các ca khúc đều do Lennon hoặc McCarty thể hiện, solo hay song ca, thì George Harrison chỉ hát 2 ca khúc, còn Ringo Starr chỉ 1. Các ca khúc đều là những bài mà The Beatles đã từng thể hiện rất nhiều lần trong các quán bar và club ở Liverpool cũng như trong chuyến lưu diễn của họ tới Hamburg, Đức. Bìa đĩa là bức ảnh chụp ban nhạc nhìn từ chiếc cầu thang tại trụ sở của EMI tại Luân Đôn, nơi sau này được chính họ chụp lại vào 6 năm sau đó.
Sau Please Please Me, The Beatles ngày một trở nên nổi tiếng, từ Anh cho tới Mỹ và ra toàn thế giới. Album có đến 7 tháng đứng đầu bảng xếp hạng hit tại Anh. Cho dù đây không phải là album xuất sắc nhất, cũng như không phải là album bán chạy nhất của The Beatles, song Please Please Me luôn có một vị trí trang trọng trong lịch sử ban nhạc nhờ tính xác đáng, sự tươi trẻ và tính tiên phong từ chính nó.

## Thu âm và sản xuất
Ngày 6 tháng 6 năm 1962, The Beatles tới EMI để thực hiện buổi thu âm đầu tiên. Thực tế, John Lennon, Paul McCartney và George Harrison đã cùng chơi nhạc với nhau từ năm 1958 trong các phòng trà ở Liverpool, cũng như trong chuyến đi dài tới Hamburg, Đức vào tháng 8 năm 1960. Ringo Starr chỉ gia nhập nhóm vào ngày 16 tháng 8 năm 1962 sau khi tay trống Pete Best bị sa thải bởi quản lý Brian Epstein từ sự gợi ý của George Martin và sự đồng thuận của 3 thành viên còn lại. Tuy nhiên, không vì thế mà Starr là một người thiếu kinh nghiệm, vì anh cũng là thành viên của ban nhạc Rory Storm and The Hurricanes. Trước Please Please Me, The Beatles không hẳn là chưa từng biết tới công nghệ thu âm, khi họ đã từng hợp tác thực hiện album My Bonnie cùng Tony Sheridan vào năm 1961, dưới tên "The Beat Brothers". Ngày 4 tháng 9 năm 1962, họ thực hiện đĩa đơn đầu tay "Love Me Do", và một tuần sau "P.S. I Love You". Các đĩa đơn tiếp theo "Please Please Me" và "Ask Me Why" được thu âm vào tháng 11 và được phát hành vào tháng 1 năm 1963 cũng có được vị trí cao tại các bảng xếp hạng.

### Hoàn cảnh ra đời

Martin theo dõi một ca khúc của McCartney và Lennon năm 1963

Tiếng tăm của The Beatles, vốn đã rộng khắp ở Liverpool, cuối cùng đã lan ra toàn nước Anh. Tới đầu năm 1963, âm nhạc của họ đã được biết tới rộng rãi trong công chúng. Phần lớn các ca khúc của album được thu trong ngày 11 tháng 2 năm 1963, trong khoảng 48 giờ xen giữa hai buổi diễn của họ tại Sunderland ngày mùng 9 và tại Azena Balroom ở Sheffield ngày 12. Neil Aspinall nói: "Những gì mà họ muốn là trở thành số 1. Đó chính là khởi nguồn của Beatlemania. Ở Liverpool, họ đã trở nên nổi tiếng tới mức người ta biết tới từng chân tơ kẽ tóc. Họ muốn tới một vị thế lớn hơn, lật đổ mọi thần tượng hoặc thay đổi các quan điểm. Trong chốc lát, sự điên rồ đó có hơi bị chùn lại, dù rằng nó thực sự rất hứng khởi song khó mà thực hiện được. Tôi phải sắp xếp việc họ ra vào các sàn diễn, vì chưa bao giờ việc đó là dễ dàng. Họ được lên BBC, có văn phòng riêng và có vài fanclub ở London. Khi họ chơi nhạc, những tiếng hò reo không ngớt, nhất là từ những cô gái – những kẻ phát điên vì The Beatles – song cũng không có nghĩa là họ không có các fan nam. Họ làm hài lòng tất cả mọi người." George Martin nói: "Điều hiển nhiên là, nói một cách thương mại hóa, rằng một khi đĩa đơn "Please Please Me" đem lại thành công, thì chúng tôi buộc phải ra mắt album càng sớm càng tốt."
Được công chúng ủng hộ, một danh sách dài các ca khúc từ 33 tour diễn của họ được nhanh chóng liệt kê. John và Paul quyết định xen giữa những ca khúc mà chính họ sáng tác là những bản hát lại các ca khúc khác. Nếu như việc lựa chọn thu âm giữa hành trăm ca khúc nổi tiếng bấy giờ không phải điều gì đặc biệt, thì việc The Beatles tiến hành thu âm các ca khúc của họ lại là lần đầu diễn ra. George Martin nhớ lại: "Tôi có qua Cavern Club và tôi được thấy khả năng của họ. Tôi cảm nhận được sự mẫn cảm ở họ, cũng như hiểu rằng họ hoàn toàn có thể chơi tốt. Tôi tiến tới họ và nói "Hãy qua chỗ chúng tôi và chúng ta cùng thu âm trong một ngày là đủ!". Thực tế, The Beatles không hề có một chút trải nghiệm nào về thu âm, và mãi sau này họ mới quan tâm nhiều tới các kỹ thuật phòng thu. Để mọi ca khúc trở nên hoàn hảo, họ đã thực hiện rất nhiều lần thu: họ nghe lại và thu âm 2-3 lần mỗi ca khúc cho tới khi họ cảm thấy hài lòng. Chỉ có sau này họ mới quan tâm tới việc tốn thời gian cho vô số các bản thu như vậy."
Có 4 ca khúc được ban nhạc thu âm trước vì chúng là những ca khúc mà The Beatles đã cho ra mắt đĩa đơn từ tháng 10 năm 1962 và tháng 1 năm 1963 ("Love Me Do", "P.S. I Love You", "Please Please Me" và "Ask Me Why"). 2 ca khúc đầu tiên được thu âm trong một hoàn cảnh đặc biệt: vào buổi thu thứ 2 ngày 11 tháng 9 năm 1962, Andy White thay thế tạm thời Ringo Starr khi anh từ chối yêu cầu sắc-xô và maraca. Bản thâu trong đĩa đơn "Love Me Do" vì thế có sự xuất hiện của Starr. Họ quay trở lại Abbey Road vào tháng 11 để thu âm 2 ca khúc còn lại. Sau buổi thâu ca khúc "Please Please Me", George Martin đã nói: "Các chàng trai, thứ này sẽ là thứ đứng thứ nhất!" Dù đĩa đơn không có được vị trí quán quân ở các bảng xếp hạng, song nó đã gây được sự chú ý lớn cho rất nhiều tạp chí âm nhạc khác nhau.

### Phòng thu EMI

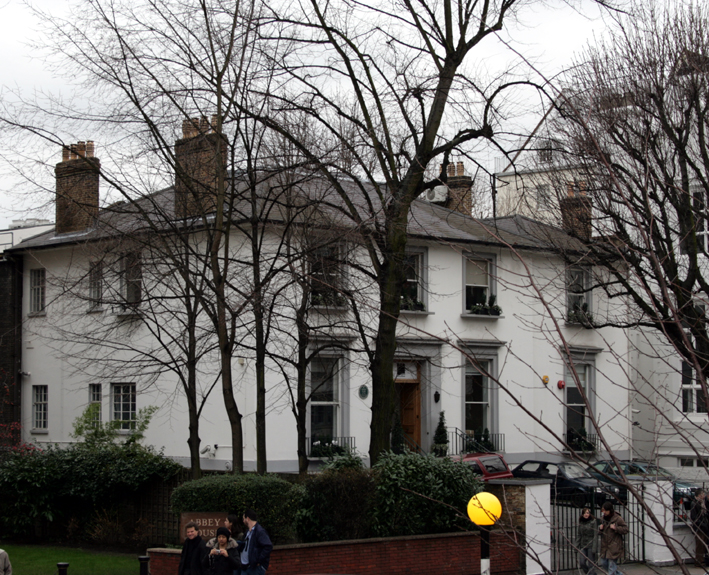
Phòng thu EMI ở London, nơi ban nhạc thu âm hầu hết các ca khúc của album

Vì album cần có 14 ca khúc, vậy nên ban nhạc cần cho vào thêm tới 10 ca khúc nữa. Ban đầu, George Martin có ý định cho thu âm cả nhóm biểu diễn tại Cavern Club, trước những khán giả như bình thường. Martin tới quán bar vào ngày 9 tháng 12 năm 1962 để xem xét tình hình. Tuy nhiên vì The Beatles đang có tour và chỉ có 1 ngày trống duy nhất, nhà sản xuất quyết định bố trí cho họ thu âm cả 10 ca khúc, trong cùng ngày hôm đó, bằng cách hát live thử tại phòng thu EMI. Vì khá chủ quan nên Martin chỉ cho thu âm trước 2 ca khúc ở trên, còn ca khúc từ thứ 3 về sau chỉ được bắt đầu thu rất lâu sau. Khoảng 10h sáng ngày 11 tháng 2 năm 1963, The Beatles bắt đầu tiến hành thu âm. Danh sách ca khúc là các bài hát họ từng hát trong giai đoạn 1962-1963. "Nó rất phức tạp: trước mỗi người là một chiếc micro, 2 chiếc phía trên dàn trống, 1 (vài) chiếc cho (các) ca sĩ, và một chiếc trước chiếc trống mặt. Tôi cũng không chắc là trước cái micro cuối cùng đó có còn cái nào nữa không", Ringo nhớ lại. Martin giải thích: "Họ chỉ phải thể hiện những ca khúc quen của họ. Một cách thể hiện lại, vậy thôi."
Ban nhạc không có được thể trạng tốt nhất khi phải đi diễn thâu đêm suốt sáng qua một trong những mùa đông khắc nghiệt nhất trong lịch sử nước Anh. John Lennon bị cảm khá nặng, và một gói thuốc viên để giảm ho và sốt phải được để thường xuyên trên chiếc piano của phòng thu. Trái lại, những bao thuốc là thì không bao giờ bị bỏ quên trong các buổi thâu của bộ tứ.
Đợt thu đầu tiên, họ bắt đầu với 2 ca khúc "There's a Place" và "I Saw Her Standing There" (lúc này còn có tên là Seventeen). Ban nhạc không hề nghỉ ngơi qua trưa: trong khi ê-kíp đi ăn ở một nhà hàng nhỏ gần đó thì The Beatles vẫn cố gắng chơi lại các ca khúc mà họ vừa thu. Từ 14h30' tới 17h, 3 ca khúc nữa được ghi lại: "A Taste of Honey", "Do You Want to Know a Secret" và "Misery". 6 ca khúc còn lại được ghi từ 19h30'. Trong số đó, "Hold Me Tight" lại không được chấp nhận, và buộc phải cho vào album tiếp theo của nhóm, With The Beatles. Các ca khúc còn lại hầu hết là những bản thu ưng ý: "Anna (Go to Him)", "Boys", "Chains" và "Baby It's You".
Buổi thu kết thúc vào lúc 22h với ca khúc "Twist and Shout". Ca khúc này buộc phải thu âm cuối cùng vì Lennon lên cơn sốt, và Martin e ngại rằng việc đó sẽ làm anh đau họng, trong khi ca khúc rất cần nhiều giọng gằn. Lennon ngậm 2 viên thuốc, uống một cốc sữa rồi đứng trước micro. Những câu nói tiếp theo của anh với Martin là vô cùng dõng dạc, tới mức thành kinh điển: "Tôi không biết họ đã từng làm thế nào. Nhưng chúng ta đã cùng làm việc suốt 1 ngày, và mọi thứ sẽ tốt hơn tất cả họ." Nhiều câu chuyện nói rằng "Twist and Shout" được ghi âm chỉ với 1 lần duy nhất, nhưng thực tế là họ đã thu 2 lần, tuy nhiên lần thứ hai thì không hiệu quả vì giọng của John đã trở nên quá tệ. Lennon kể lại: "Vào cuối buổi thu, chúng tôi thực hiện "Twist and Shout" và cái thứ chết tiệt đó suýt nữa đã giết chết tôi!"
Toàn bộ album được thâu trên máy thu 2-băng, với giọng hát ở băng thứ hai và nhạc cụ ở băng thứ nhất. Trong các ấn bản mono, sự khác biệt này không còn nữa vì 2 phần âm được phát song song. Trái lại, với phần stereo, phần nhạc được bố trí ở tai trái, còn phần hát là bên phải. "Love Me Do" và "P.S. I Love You" được thể hiện bằng mono vì phần băng gốc đều bị thất lạc. John Lennon nhớ lại: "Việc chờ đợi để nghe lại từ những bản thu trở thành một trong những trải nghiệm kỳ cục nhất của chúng tôi. Chúng tôi trở thành những kẻ cầu toàn. Nếu nó nghe có vẻ ngớ ngẩn, chúng tôi liền yêu cầu thu âm lại toàn bộ. Nhưng có vẻ mọi người đều khá hài lòng với kết quả".
Họ kết thúc toàn bộ việc thu âm chỉ trong 585 phút (tương đương với 9 tiếng và 45 phút). Chỉ sau 3 buổi thu với mỗi lần 3 tiếng, The Beatles đã ghi lại được những ca khúc thành công nhất của họ kể từ khi khởi nghiệp. Chi phí cho buổi thu vào khoảng 400 bảng Anh. George Martin nói: "Parlophone không giàu có. Tôi phải đảm bảo việc sản xuất với một ngân quỹ hàng năm chỉ có 55.000 bảng." Vì đã ký hợp đồng với Hiệp hội nhạc sĩ Anh, mỗi Beatle cũng phải đóng thêm 7,5 bảng cho mỗi buổi thu trên 3 tiếng.
Phần piano và celesta trong 2 ca khúc "Misery" và "Baby It's You" được George Martin thu âm vào ngày 20 tháng 2 mà không có mặt ban nhạc. Nhà sản xuất đã thực hiện một kỹ thuật khá đặc biệt, đó là chơi đàn với một nửa tốc độ bình thường, rồi tua nhanh gấp đôi khi thâu. Điều đó tạo nên một hiệu ứng đặc biệt, thứ mà ông một lần nữa áp dụng lại vào hơn 2 năm sau với ca khúc "In My Life". Ngày 25 tháng 2, Martin và Norman Smith cùng thực hiện chỉnh âm mà không có sự góp mặt của bất cứ Beatle nào, điều sau này trở thành thói quen ở phòng thu EMI. Theo Geoff Emerick, thực tập viên mới có 16 tuổi vào thời điểm đó và là người hỗ trợ Martin trong buổi thu ngày 20, buổi chỉnh âm này là vô cùng đơn giản: "Tất cả chỉ diễn ra trong có 1 ngày qua bàn tay của George Martin, Norman Smith và Richard Langham. Hãy tưởng tượng thế này: chỉ là một bản thu mono với 2 băng, gần như là không có gì phải làm nữa, cùng lắm là chỉnh cân bằng giữa tiếng nhạc cụ và giọng hát, hoặc cho thêm chút tiếng vang. Nhưng họ đã làm một công việc kỳ diệu, âm thanh vang lên thực sự tuơi mới và sinh động!"

## Dấu ấn nghệ sĩ
John Lennon nói: "Chúng tôi viết những ca khúc là để dành tặng The Everly Brothers và Buddy Holly. Đó là những ca khúc pop. Chúng tôi không có ý gì khác ngoài việc viết những giai điệu. Mấy thứ ca từ nói chung là vô dụng, chúng không có chiều sâu, và chả có ý nghĩa gì."

### Quan điểm âm nhạc
Album đầu tay của The Beatles cũng là album duy nhất mà họ thu âm toàn bộ các ca khúc bằng cách hát live trong phòng thu với sự có mặt của 2 guitar, 1 bass và 1 trống. Với việc hát live, họ thực tế không chơi bất kể một nhạc cụ nào khác (trừ chiếc harmonica của Lennon) và thực hiện rất ít việc thu âm lại. Đây là một cho những hình ảnh chân thực nhất về thời kỳ đầu của ban nhạc với việc họ tiết kiệm tối đa mọi phương tiện song vẫn đảm bảo việc hòa âm hoàn hảo.
Có tận 14 phiên bản của ca khúc "Please Please Me", và 8 trong số đó thuộc về Lennon-McCartney. Đây là một sự kiện hiếm có vào thời kỳ đó khi thường tác giả chỉ viết cho một vài nghệ sĩ nào đó hát. Chính vì lý do này mà The Beatles đã tạo nên thứ "rock 'n' roll kiểu Anh cơ bản". Chính sự kiện này đã mở ra cánh cửa cho rất nhiều thử nghiệm của Fab Four sau này, từ đó gợi ý cho vô số những nghệ sĩ khác. Tuy nhiên, vào giai đoạn này, ban nhạc cũng chưa thực sự có sức sáng tạo lớn và họ phải dùng tới 6 ca khúc ngoài để lấp đầy album.
Sự cạnh tranh sáng tác giữa John Lennon và Paul McCartney, điều đã xảy ra, dù chỉ chút ít, ngay từ lần gặp đầu tiên của họ vào năm 1957, cũng lấy cảm hứng từ những thần tượng người Mỹ của họ. 2 nhạc sĩ đã viết những giai điệu và ca từ xoay quanh những ca khúc yêu thích của riêng họ. Lennon nói vào năm 1963: "Tất cả những ca khúc hay nhất mà chúng tôi đã viết, những ca khúc mà ai cũng muốn nghe, đều là những ca khúc đồng sáng tác. Đôi khi một nửa phần lời tới từ tôi và Paul sẽ hoàn thành nó. Chúng tôi cứ viết từng từ lần lượt như vậy."
Ca từ nói chung khá đơn giản, theo sát với giai điệu và đề cập thường về tình yêu và các cô gái. Đĩa đơn đầu tay của họ, "Love Me Do", thực tế chỉ xoay quanh 1 ý ngân thành giai điệu "You know I love you/ I'll always be true/ So please, love me do". Tuy nhiên, thứ cách tân đó lại tránh đi những vết xe đổ của âm nhạc Mỹ trong văn hóa nước Anh thời bấy giờ. Trong "I Saw Her Standing There", McCartney đã viết những câu đầu tiên khá vụng về và kiểu Mỹ "Well she was just seventeen, never been a beauty queen"; Lennon đã sửa chúng bằng cách thay thế phần sau bởi câu "if you know what I mean".
Nội dung của album đầu tay này đã phản ánh đúng tính đa dạng trong quan điểm của The Beatles năm 1963 với một thứ âm nhạc khá hỗn loạn sẵn sàng chơi nhằm phục vụ thị yếu công chúng. Rock 'n' roll trở nên quan trọng với 3 ca khúc "I Saw Her Standing There", "Boys" và "Twist and Shout". Nếu ca khúc đầu tiên là lời mào đầu cho tài năng xuất chúng của Lennon-McCartney, thì 2 ca khúc sau đơn giản là những bản hát lại từ The Shirelles và The Isley Brothers. "Boys" vốn là một ca khúc được thể hiện bởi một nhóm nhạc nữ, tuy nhiên điều đó chẳng khiến The Beatles phải thay đổi trong ca từ: Ringo Starr vẫn hát giọng nam trong câu chuyện về tình yêu với một chàng trai khác. Với "Twist and Shout", bản hát lại của ban nhạc đã dễ dàng vượt mặt bản gốc của The Isley Brothers và trở thành bản hát được biết tới nhiều nhất của ca khúc, tới mức nhiều khi bị ngộ nhận là sáng tác của Lennon-McCartney.

### Bìa đĩa

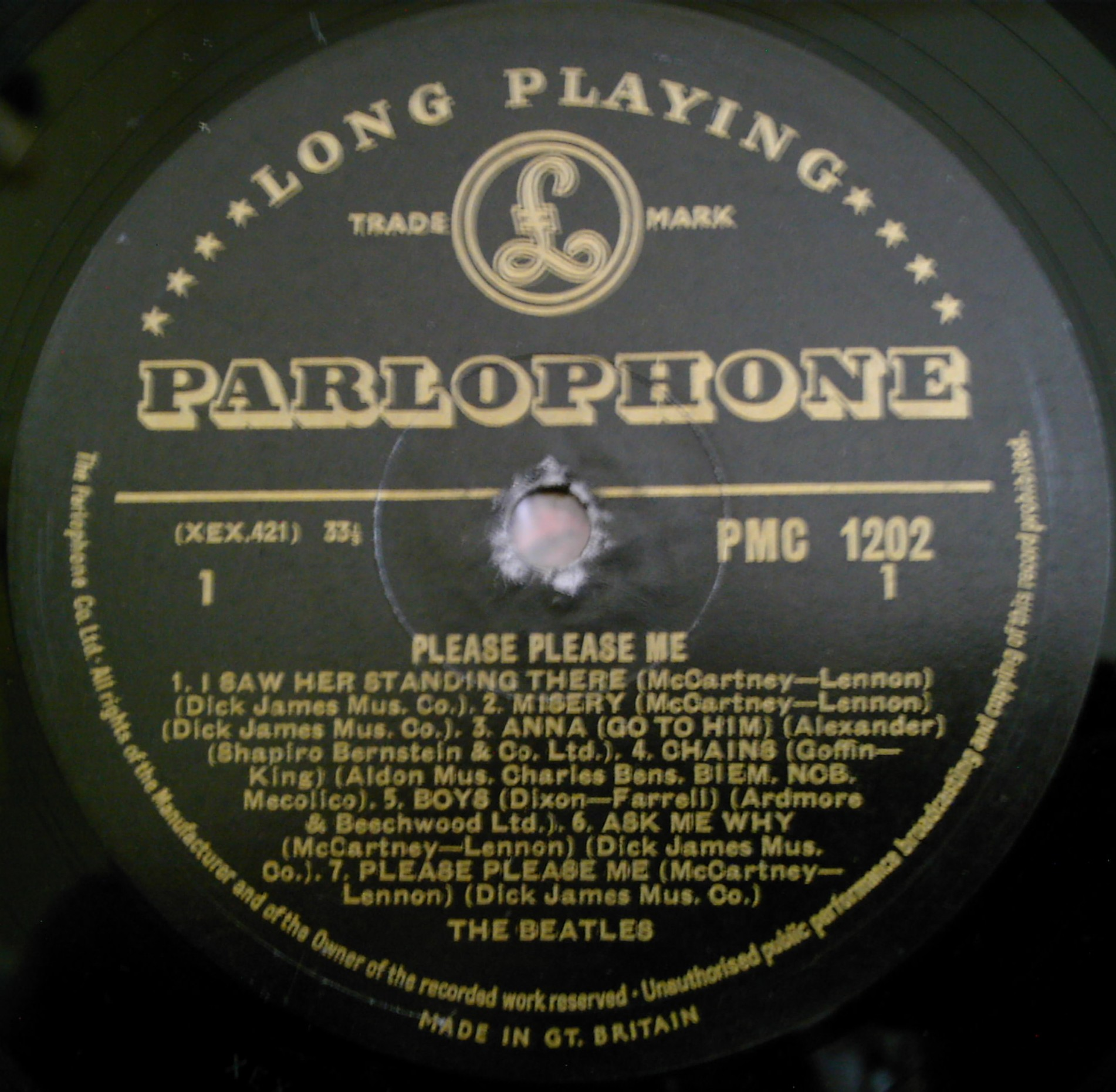
Mặt A của Please Please Me với logo cũ của nhãn đĩa Parlophone rất nổi bật

Với phần bìa của album, quản lý Brian Epstein muốn ban nhạc sử dụng bức ảnh của Dezo Hoffmann chụp 4 chàng trai tại Abbey Road. Song George Martin, một khách quen của sở thú London, thì lại muốn họ tới đó chụp ảnh. Nhưng ý tưởng của Martin lại sớm bị từ chối: "Mấy thành viên ở sở thú khá khó chịu và họ phản đối. Tôi nghĩ rằng chắc giờ này họ đang phải hối tiếc vì quyết định của mình." Vậy nên nhiếp ảnh gia Angus McBean đã được mời tới để chụp The Beatles tại trụ sở của EMI.
Sau này, vào năm 1969, theo ý của John Lennon, một bức ảnh chụp cho "dự án Get Back" đã được chụp phỏng theo ảnh bìa của chính Please Please Me. Đó là một bức ảnh chụp cả bốn Beatle tại cùng chỗ đó, với nguyên thứ tự, chỉ khác đã là 6 năm sau với mỗi người những bộ râu và chùm tóc dài. Cuối cùng, dự án đã được đặt tên lại và trở thành một phần của album Let It Be. Bức ảnh chụp năm 1969 được chỉnh sửa và được cho vào trong bộ album tuyển tập The Beatles 1962–1966 và The Beatles 1967–1970, phát hành vào năm 1973.
Phần bìa sau của album có một dòng giới thiệu ngắn gọn của Tony Barrow trong buổi giới thiệu The Beatles lần đầu tiên trước báo chí: "George Martin chưa bao giờ sai lầm khi chọn những ca khúc của The Beatles. Những nhạc sĩ, như John Lennon và Paul McCartney, hoàn toàn có đủ khả năng để luôn đảm bảo đưa những đĩa đơn của họ lên đỉnh cao, như bây giờ cho tới tận năm 1975!"
Những bản phát hành đầu tiên của album được ra mắt khi Parlophone chưa thay logo. Những bản phát hành này trở nên hiếm sau này khi chỉ 1 tháng sau, nhãn đĩa thực hiện việc thay đổi logo khi biến biểu tượng của hãng từ màu vàng trên nền đen thành màu đen trên nền vàng. Ấn bản logo gốc được tái bản lại trong lần chỉnh âm vào năm 2009.
Bìa của Please Please Me là một trong những bìa album được hãng đồ chơi của Đan Mạch, Lego, thể hiện trong dịp kỷ niệm 60 năm thành lập của hãng.

## Danh sách ca khúc
Toàn bộ ca khúc đều được soạn và sáng tác bởi Lennon-McCartney, sáng tác khác được ghi chú bên cạnh. 
| Mặt A | Mặt A                                 | Mặt A               | Mặt A      |
| STT   | Nhan đề                               | Hát chính           | Thời lượng |
| ----- | ------------------------------------- | ------------------- | ---------- |
| 1.    | "I Saw Her Standing There"            | Paul McCartney      | 2:54       |
| 2.    | "Misery"                              | Lennon và McCartney | 1:49       |
| 3.    | "Anna (Go to Him)" (Arthur Alexander) | John Lennon         | 2:57       |
| 4.    | "Chains" (Gerry Goffin, Carole King)  | George Harrison     | 2:26       |
| 5.    | "Boys" (Luther Dixon, Wes Farrell)    | Ringo Starr         | 2:27       |
| 6.    | "Ask Me Why"                          | Lennon              | 2:26       |
| 7.    | "Please Please Me"                    | Lennon và McCartney | 2:03       |

| Mặt B | Mặt B                                                         | Mặt B               | Mặt B      |
| STT   | Nhan đề                                                       | Hát chính           | Thời lượng |
| ----- | ------------------------------------------------------------- | ------------------- | ---------- |
| 1.    | "Love Me Do"                                                  | McCartney và Lennon | 2:23       |
| 2.    | "P.S. I Love You"                                             | McCartney           | 2:04       |
| 3.    | "Baby It's You" (Mack David, Barney Williams, Burt Bacharach) | Lennon              | 2:40       |
| 4.    | "Do You Want to Know a Secret"                                | Harrison            | 1:59       |
| 5.    | "A Taste of Honey" (Bobby Scott, Ric Marlow)                  | McCartney           | 2:03       |
| 6.    | "There's a Place"                                             | Lennon và McCartney | 1:51       |
| 7.    | "Twist and Shout" (Phil Medley, Bert Russell)                 | Lennon              | 2:37       |

Theo Calkin.

## Phát hành và đón nhận của công chúng
| Đánh giá chuyên môn           | Đánh giá chuyên môn |
| Nguồn đánh giá                | Nguồn đánh giá      |
| Nguồn                         | Đánh giá            |
| ----------------------------- | ------------------- |
| Allmusic                      | [ 43 ]              |
| BBC                           | (tích cực)          |
| Pitchfork Media               | (9.5/10)            |
| Q                             | [ 46 ]              |
| The Telegraph                 | [ 47 ]              |
| Consequence of Sound          | [ 48 ]              |
| Rolling Stone                 | (không đánh giá)    |
| The Rolling Stone Album Guide | [ 50 ]              |

George Martin và Paul McCartney đã cùng có ý tưởng đặt tên album là Off the Beatle Track. Cuối cùng, họ đồng ý chọn tên album là Please Please Me, theo tên gọi của đĩa đơn khá thành công trước đó. Album được phát hành làm 2 lần: bản mono vào ngày 22 tháng 3 và bản stereo vào ngày 26 tháng 4 năm 1963. Album đứng đầu UK Albums Chart vào ngày 11 tháng 5, tại vị ở đó suốt 30 tuần kế tiếp và bị thay thế bởi chính album tiếp theo của The Beatles, With the Beatles. Tổng cộng, Please Please Me nằm trong bảng xếp hạng UK Albums Chart tận 74 tuần. Ban nhạc cũng giành được danh hiệu album bán chạy nhất của năm lần đầu tiên cho một ban nhạc rock.
Tại Mỹ, nhãn đĩa Vee Jay phát hành album dưới tên gọi Introducing… The Beatles, phát hành vào ngày 10 tháng 1 năm 1964, tức là gần một năm sau kể từ ngày Please Please Me và tương tự như lúc The Beatles thực hiện album thứ ba của họ. Vì tại Mỹ các album thường chỉ có 12 ca khúc, nên "Ask Me Why" và "Please Please Me" bị loại bỏ vì đã phát hành đĩa đơn. Đây cũng là ấn bản duy nhất tại Mỹ được The Beatles tái bản nhân dịp phát hành catalog chỉnh âm vào năm 1987. 10 trên tổng số 12 ca khúc được cho vào các bản EP phát hành tại đây: Twist and Shout, The Beatles' Hits, The Beatles (No. 1) và All My Loving. Twist and Shout trở thành album bán chạy nhất năm 1963 và là bản EP bán chạy nhất lịch sử âm nhạc Anh.
Tháng 4 năm 1963, cây bút Allen Evans viết trên tờ New Musical Express rằng Please Please Me là "14 ca khúc kỳ lạ, với chất giọng năng nổ đã nhanh chóng đưa nhóm nhạc từ Liverpool tới đỉnh cao." Ông cũng giành những lời khen cho riêng George Harrison "một tay guitar hơn hẳn mặt bằng chung". Ngày 20 tháng 4, Ray Coleman và Laurie Henshaw ghi chép cho tờ Melody Maker nói album là của "những tay guitar kiệt xuất với chất giọng tươi vui", kèm với đó là lời miêu tả cho một sản phẩm thương mại thành công và một tương lai hứa hẹn chờ đón ban nhạc.
Gần hơn, vào năm 2003, tạp chí Rolling Stone đã xếp album ở vị trí số 39 trong danh sách "500 album vĩ đại nhất". Đây là album thứ sáu của The Beatles có vinh dự nằm trong danh sách này. Rolling Stone cũng cho 2 ca khúc của album vào danh sách "500 bài hát vĩ đại nhất", đó là "I Saw Her Standing There" ở vị trí 140 và "Please Please Me" ở vị trí số 184.
Theo Roy Carr và Tony Tyler, "Ngày nay, có thể album đã hơi lỗi thời, dù cho tính tươi vui và sự nhiệt huyết vẫn luôn tràn đầy". Còn với Rolling Stone, The Beatles đã tạo nên vào năm 1963 "ý tưởng của một ban nhạc rock điển hình, với việc tự sáng tác và tự chơi các nhạc cụ của mình". Allmusic nhận xét: "Kể cả sau bao nhiêu thập kỷ, album còn vẫn như mới được phát hành", các bản thu vẫn rất "ấn tượng" còn các ca khúc thực sự "phấn khích". Mike Diver của đài BBC cho rằng Please Please Me dù không phải là album bán chạy nhất cũng như là album xuất sắc nhất của The Beatles, song quãng thời gian dài mà nó ngự trị tại các bảng xếp hạng chính là lời phản pháo cho những lời nhận xét của hãng Decca khi cho rằng thời của các "ban nhạc chơi guitar" đã chấm dứt. Nhà báo Daniel Ichbiah thì nêu ý kiến, rằng cho dù album chỉ là một nét nhỏ trong sự nghiệp lẫy lừng của ban nhạc, nhất là khi so sánh với Sgt. Pepper's Lonely Hearts Club Band hay Abbey Road, thì nó vẫn có quyền tự hào vì nó đã mở ra thời kỳ Beatlemania.
John Lennon trả lời phỏng vấn vào năm 1976: "Đó là lần đầu tiên trong đời chúng tôi làm việc với phòng thu và chúng tôi chỉ muốn làm trong 12 tiếng đồng hồ vì sợ tốn kém. Album này khá gần với những gì chúng tôi thể hiện trước công chúng, vì chúng là những ca khúc chúng tôi vẫn hát ở Hamburg và Liverpool. Dĩ nhiên là nó không có không khí live với tiếng hò reo và bước chân nhưng mà với nó, người ta đã biết thế nào là những Beatle khéo léo..."

## Thành phần tham gia sản xuất
Theo Mark Lewisohn.
The Beatles
- John Lennon – hát bè, hát chính và hát nền; guitar điện và acoustic; harmonica; tay vỗ.
- Paul McCartney – hát bè, hát chính và hát nền; bass; tay vỗ.
- George Harrison – guitar điện và acoustic; hát chính trong "Chains" và "Do You Want to Know a Secret"; tay vỗ.
- Ringo Starr – trống, sắc xô, maracas; tay vỗ; hát chính trong "Boys".

Nghệ sĩ khác
- George Martin – piano trong "Misery", celesta trong "Baby It's You".
- Andy White – trống trong "P.S. I Love You" và "Love Me Do".

## Xếp hạng
| Bảng xếp hạng   | Năm  | Vị trí cao nhất |
| --------------- | ---- | --------------- |
| UK Albums Chart | 1963 | 1               |

## Lịch sử phát hành
| Nơi phát hành | Ngày                 | Nhãn đĩa        | Định dạng          | Mã               |
| ------------- | -------------------- | --------------- | ------------------ | ---------------- |
| Anh           | 22 tháng 3 năm 1963  | Parlophone      | Mono, LP           | PMC 1202         |
| Anh           | 22 tháng 3 năm 1963  | Parlophone      | Stereo, LP         | PCS 3042         |
| Mỹ            | 26 tháng 2 năm 1987  | Capitol Records | Mono, LP           | C1 46435         |
| Mỹ            | 26 tháng 2 năm 1987  | Capitol Records | Stereo, LP         |                  |
| Mỹ            | 26 tháng 2 năm 1987  | Capitol Records | Cassette           | C4 46435         |
| Mỹ            | 26 tháng 2 năm 1987  | Capitol Records | CD                 | CDP 7 46435 2    |
| Toàn thế giới | 9 tháng 9 năm 2009   | Apple Records   | CD stereo chỉnh âm | 0946 3 82416 2 1 |
| Toàn thế giới | 9 tháng 9 năm 2009   | Apple Records   | CD mono chỉnh âm   |                  |
| Toàn thế giới | 16 tháng 11 năm 2010 | iTunes Store    | Nhạc số            |                  |